# Tamás József (építész)
Tamás József (Csíkszereda, 1868. február 11. – Esztergom, 1931. július 17.) építész.

## Élete
Székely származású műépítész, osztályvezető főfelügyelő a BKVT (Budapesti Közúti Vaspálya Társaság) magasépítészeti osztályán. Gyakorlatát feltehetően Gerster Kálmánnál végezte, mivel ő ajánlotta Tamást a Magyar Mérnök- és Építész-Egylet tagjának 1893-ban. Első épületei a későhistorizmus neobarokk stílusában épültek, majd ebből ment át fokozatosan a szecesszió építészeti világába (art nouveau, magyaros és jugendstil motívumok). Munkássága nagyrészt tisztviselő-, munkás- és bérházak, melyek mindig a BKVT-BHÉV (Budapesti Helyiérdekű Vasút) remízei (villamos kocsiszínei) közelében helyezkedtek el. 
Az első világháború végével Esztergomba települt át családjával, itt is halt meg és temették el. 1920 utáni építészeti karrierjét nem ismerjük. Felesége Spanraft Berta volt, két lánya az 1990-es évek végén hunyt el, örököse nem maradt.
Utolsó budapesti munkái már a geometrizáló későszecesszióhoz köthetőek.

## Épületei, alkotásai és tervei

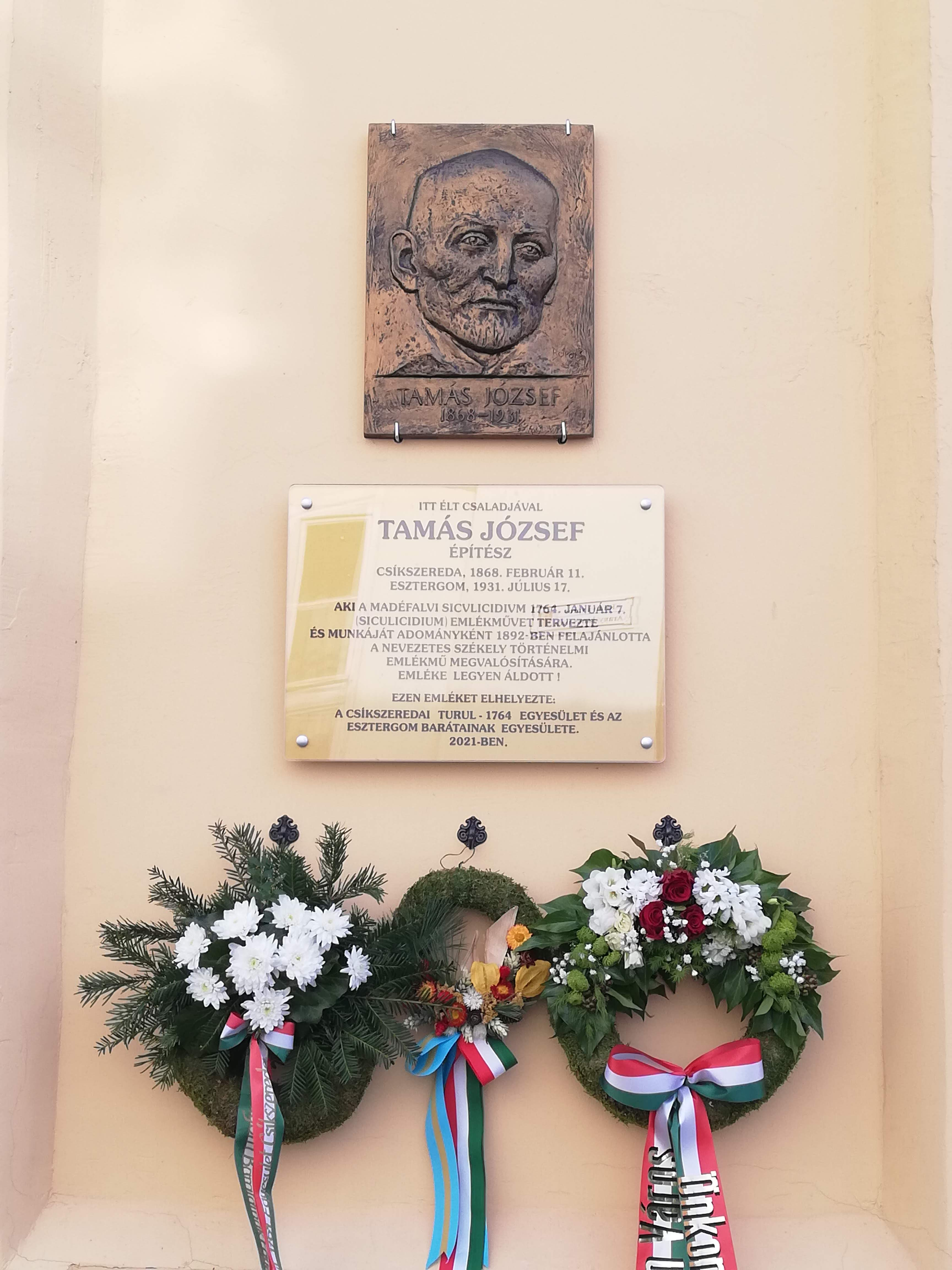
Emléktáblája Esztergomban, az Arany János utcában

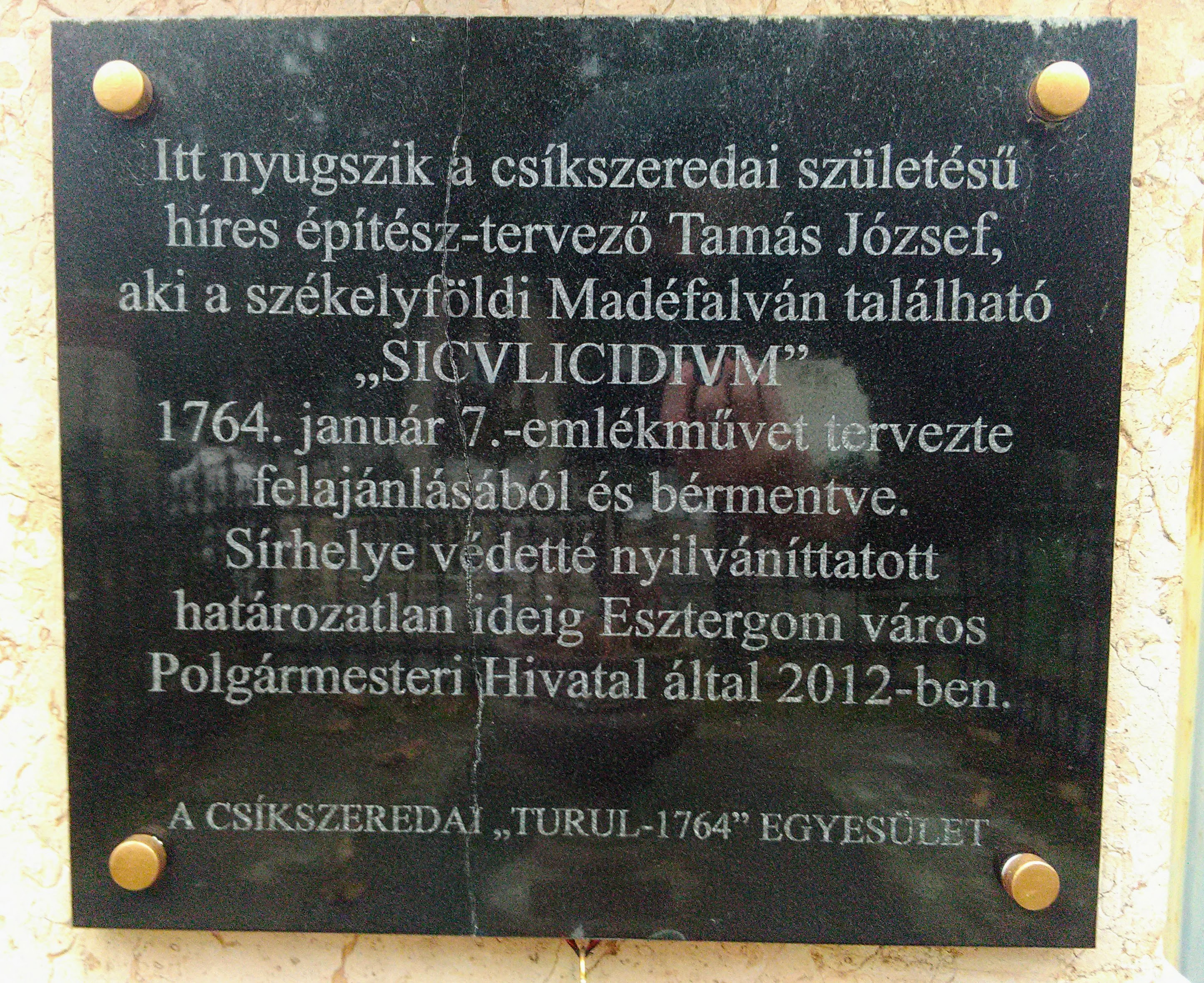
Emléktáblája az esztergomi Belvárosi temetőben

- Madéfalva-Vészhalom, Madéfalvi veszedelem „siculicidium” emlékműve, Köllő Miklós turulszobrával, 1894 (felépítve 1898–1899-ben, felavatva 1905-ben)
- Miskolc, kereskedelmi és iparkamara épülete, 1894 (Könyöki Károllyal – helye és állapota ismeretlen)
- Szatmár, Vigadó és szálló pályaterve, 1898 (Jónás Dáviddal)
- Budapest, Szinva utca 1–3. és 2–4. – Thököly út 36–38. – Alpár utca 5–7., Budapesti Közúti Vaspálya Társaság bérházai, 1899–1900
- Budapest, Vécsey utca 4. – Nádor utca 31. – Vértanúk tere 2., Budapesti Közúti Vaspálya Társaság bérháza, 1900
- Budapest, Zoltán utca 16. – Nádor utca 29., Budapesti Közúti Vaspálya Társaság bérháza, 1900
- Budapest, Szinva utca 5–7. és 6–8. – Alpár utca 6–8. – Sajó utca 5–7., Budapesti Közúti Vaspálya Társaság bérházai, 1903–1904
- Budapest (Újpest), Temesvári utca 1. – Berda József utca 10., Budapesti Közúti Vaspálya Társaság bérházai, 1904
- Budapest, Telepy utca 34.	Budapesti Közúti Vaspálya Társaság lakóháza, 1904
- Budapest, Hűvösvölgyi út 10., Budapesti Közúti Vaspálya Társaság, Szépilona Kocsiszín tisztviselőházai, 1905–1906
- Budapest, Tímár utca 13/A – Pacsirtamező utca 24–26.,	Budapesti Helyiérdekű Vasút (HÉV) Rt. bérházai, 1906
- Budapest, Nagy Lajos király útja 126. – Szugló utca 77–79., Budapesti Közúti Vaspálya Társaság lakóháza, 1906
- Budapest, Margit körút 48–52. – Szász Károly utca 7–8. – Erőd utca 19., Budapesti Közúti Vaspálya Társaság „A és B” jelű lakóházai, 1906 (átépítve)
- Budapest, Visegrádi utca 6., Gép- és Vasútfelszerelési Gyár Rt. bérháza, 1907
- Budapest, Bosnyák tér 1. – Thököly út 173., Budapesti közúti vaspálya társaság zuglói forgalmi telep / villamos kocsiszín (remiz), kezelőépület és kocsiszín, kerítés, 1907–1912 (több ütemben)
- Budapest, Margit körút 26. – Fekete Sas utca 5–7. – Tölgyfa utca 14., Budapesti Helyiérdekű Vasút (HÉV) Rt. bérházai, 1910
- Budapest, Szász Károly utca 1–6. – Varsányi Irén utca 3–7. – Erőd utca 11–17., Budapesti Közúti Vaspálya Társaság „C–H” jelű lakóházai, 1910–1911 (átépítve)
- Budapest, Hűvösvölgyi út 10., Budapesti Közúti Vaspálya Társaság, Szépilona Kocsiszín munkásházai, 1910–1911
- Budapest, Nyúl utca 13a, bérvilla, 1911.
- Budapest, Soroksári út 38–42. – Pápay István utca 1., Budapesti Helyiérdekű Vasút (HÉV) Rt. bérházai, 1911
- Budapest, Csóka utca 3–5., Budapesti Közúti Vaspálya Társaság bérházai, 1911
- Budapest (Sashalom), Nagyicce sor 2–4., Nagyicce állomás, üzemi épület, Tamás József